# تیم ملی هندبال صربستان

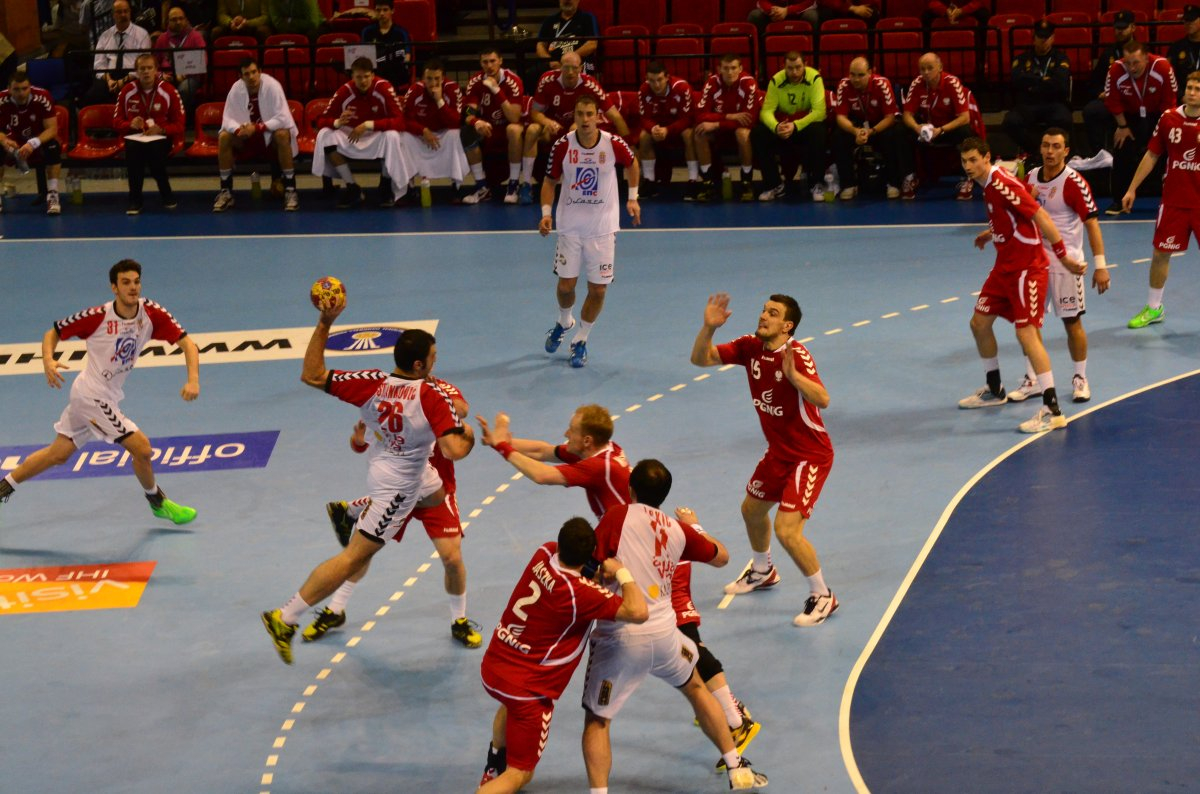
تیم ملی هندبال صربستان

تیم ملی هندبال صربستان یک تیم هندبال است که تحت نظارت فدراسیون هندبال صربستان می‌باشد و نماینده صربستان در مسابقات بین‌المللی است. این تیم تاکنون یک بار قهرمان المپیک، یک بار قهرمان جهان و یک بار قهرمان اروپا شده‌است.
تیم ملی هندبال صربستان، تا سال ۲۰۰۳ با عنوان یوگسلاوی و بین سال‌های ۲۰۰۳ و ۲۰۰۶ با عنوان صربستان و مونته‌نگرو در مسابقات بین‌المللی شرکت می‌کرد. نتایج یوگسلاوی سابق (که در سال ۱۹۹۳ دچار فروپاشی شد) نیز در نظر گرفته شده‌است.

## نتایج در مسابقات بین‌المللی
یوگسلاوی در پنجمین حضور خود در مسابقات قهرمانی جهان در سال ۱۹۷۰ به نخستین مفام خود در این مسابقات (که مقام سوم بود) دست یافت. پس از آن نیز موفق شد در المپیک مونیخ (۱۹۷۲) قهرمانی را کسب کند و یک مقام سومی دیگر در قهرمانی جهان ۱۹۷۴ نیز به دست آورد. پس از چند سال، این تیم برای نخستین بار به بازی پایانی قهرمانی جهان ۱۹۸۲ رسید و موفق به کسب نایب قهرمانی این مسابقات شد. این موفقیت با قهرمانی المپیک ۱۹۸۴ و قهرمانی جهان ۱۹۸۶ و مقام سوم المپیک ۱۹۸۸ تداوم یافت. آخرین مقام تیم هندبال مردان یوگسلاوی پیش از فروپاشی این کشور، مقام چهارم قهرمانی جهان ۱۹۹۰ بود.
پس از چند دوره محرومیت از حضور در مسابقات جهانی و المپیک، تیم ملی هندبال صربستان در قهرمانی جهان ۱۹۹۹ به مدال برنز دست یافت. سپس در المپیک ۲۰۰۰ چهارم شد و در قهرمانی جهان ۲۰۰۱ نیز به مقام سوم رسید.
بهترین مقام اروپایی تیم ملی هندبال صربستان، نایب قهرمانی در سال ۲۰۱۲ و در کشور خود می‌باشد.

## خلاصه نتایج
قهرمان      نایب قهرمان      مکان سوم      مکان چهارم

### بازی‌های المپیک
| بازی                       | مرحله         | رتبه       | بازی       | برد        | تساوی      | باخت       | گل زده     | گل خورده   | تفاضل      |
| -------------------------- | ------------- | ---------- | ---------- | ---------- | ---------- | ---------- | ---------- | ---------- | ---------- |
| برلین ۱۹۳۶                 | حاضر نشد      | حاضر نشد   | حاضر نشد   | حاضر نشد   | حاضر نشد   | حاضر نشد   | حاضر نشد   | حاضر نشد   | حاضر نشد   |
| از ۱۹۴۰ تا ۱۹۶۸ برگزار نشد |               |            |            |            |            |            |            |            |            |
| مونیخ ۱۹۷۲                 | قهرمان        | ۱          | ۶          | ۶          | ۰          | ۰          | ۱۲۲        | ۸۹         | ۳۳+        |
| مونترال ۱۹۷۶               | مرحله مقدماتی | ۵          | ۶          | ۵          | ۰          | ۱          | ۱۳۱        | ۱۱۲        | ۱۹+        |
| مسکو ۱۹۸۰                  | مرحله مقدماتی | ۶          | ۶          | ۴          | ۰          | ۲          | ۱۵۵        | ۱۱۶        | ۳۹+        |
| لوس‌آنجلس ۱۹۸۴              | قهرمان        | ۱          | ۶          | ۵          | ۱          | ۰          | ۱۴۱        | ۹۳         | ۴۸+        |
| سئول ۱۹۸۸                  | مقام سوم      | ۳          | ۶          | ۴          | ۱          | ۱          | ۱۴۳        | ۱۳۲        | ۱۱+        |
| بارسلونا ۱۹۹۲              | تعلیق بود     | تعلیق بود  | تعلیق بود  | تعلیق بود  | تعلیق بود  | تعلیق بود  | تعلیق بود  | تعلیق بود  | تعلیق بود  |
| آتلانتا ۱۹۹۶               | انتخاب نشد    | انتخاب نشد | انتخاب نشد | انتخاب نشد | انتخاب نشد | انتخاب نشد | انتخاب نشد | انتخاب نشد | انتخاب نشد |
| سیدنی ۲۰۰۰                 | نیمه‌نهایی     | ۴          | ۸          | ۴          | ۰          | ۴          | ۲۰۴        | ۲۰۳        | ۱+         |
| آتن ۲۰۰۴                   | انتخاب نشد    | انتخاب نشد | انتخاب نشد | انتخاب نشد | انتخاب نشد | انتخاب نشد | انتخاب نشد | انتخاب نشد | انتخاب نشد |
| پکن ۲۰۰۸                   | انتخاب نشد    | انتخاب نشد | انتخاب نشد | انتخاب نشد | انتخاب نشد | انتخاب نشد | انتخاب نشد | انتخاب نشد | انتخاب نشد |
| لندن ۲۰۱۲                  | مرحله مقدماتی | ۹          | ۵          | ۱          | ۰          | ۴          | ۱۲۰        | ۱۳۱        | ۱۱–        |
| ریو دو ژانیرو ۲۰۱۶         | انتخاب نشد    | انتخاب نشد | انتخاب نشد | انتخاب نشد | انتخاب نشد | انتخاب نشد | انتخاب نشد | انتخاب نشد | انتخاب نشد |
| مجموع                      | ۷/۱۲          | ۲ قهرمانی  | ۴۳         | ۲۹         | ۲          | ۱۲         | ۱٬۰۱۶      | ۸۷۶        | ۱۴۰+       |

منبع:

### قهرمانی جهان
| سال             | مرحله         | رتبه       | بازی       | برد        | تساوی*     | باخت       | گل زده     | گل خورده   |
| --------------- | ------------- | ---------- | ---------- | ---------- | ---------- | ---------- | ---------- | ---------- |
| آلمان ۱۹۳۸      | حاضر نشد      | حاضر نشد   | حاضر نشد   | حاضر نشد   | حاضر نشد   | حاضر نشد   | حاضر نشد   | حاضر نشد   |
| سوئد ۱۹۵۴       | حاضر نشد      | حاضر نشد   | حاضر نشد   | حاضر نشد   | حاضر نشد   | حاضر نشد   | حاضر نشد   | حاضر نشد   |
| آلمان شرقی ۱۹۵۸ | مرحله دوم     | ۸          | ۶          | ۲          | ۰          | ۴          | ۱۰۱        | ۹۶         |
| آلمان غربی ۱۹۶۱ | مرحله مقدماتی | ۹          | ۲          | ۰          | ۰          | ۲          | ۲۹         | ۳۲         |
| چکسلواکی ۱۹۶۴   | مرحله دوم     | ۶          | ۶          | ۲          | ۲          | ۲          | ۱۰۲        | ۹۶         |
| سوئد ۱۹۶۷       | یک‌چهارم نهایی | ۷          | ۶          | ۴          | ۰          | ۲          | ۱۳۶        | ۱۱۰        |
| فرانسه ۱۹۷۰     | نیمه‌نهایی     |            | ۶          | ۳          | ۱          | ۲          | ۱۱۹        | ۸۰         |
| آلمان شرقی ۱۹۷۴ | نیمه‌نهایی     |            | ۶          | ۵          | ۰          | ۱          | ۱۳۴        | ۹۷         |
| دانمارک ۱۹۷۸    | مرحله دوم     | ۵          | ۶          | ۴          | ۱          | ۱          | ۱۰۸        | ۹۶         |
| آلمان غربی ۱۹۸۲ | نایب قهرمان   |            | ۷          | ۴          | ۱          | ۲          | ۱۸۳        | ۱۵۵        |
| سوئیس ۱۹۸۶      | قهرمان        |            | ۷          | ۷          | ۰          | ۰          | ۱۶۸        | ۱۴۵        |
| چکسلواکی ۱۹۹۰   | نیمه‌نهایی     | ۴          | ۷          | ۴          | ۰          | ۳          | ۱۶۹        | ۱۵۶        |
| سوئد ۱۹۹۳       | تعلیق بود     | تعلیق بود  | تعلیق بود  | تعلیق بود  | تعلیق بود  | تعلیق بود  | تعلیق بود  | تعلیق بود  |
| ایسلند ۱۹۹۵     | تعلیق بود     | تعلیق بود  | تعلیق بود  | تعلیق بود  | تعلیق بود  | تعلیق بود  | تعلیق بود  | تعلیق بود  |
| ژاپن ۱۹۹۷       | یک‌هشتم نهایی  | ۹          | ۶          | ۴          | ۰          | ۲          | ۱۶۲        | ۱۴۸        |
| مصر ۱۹۹۹        | نیمه‌نهایی     |            | ۹          | ۶          | ۱          | ۲          | ۲۵۷        | ۲۲۱        |
| فرانسه ۲۰۰۱     | نیمه‌نهایی     |            | ۹          | ۷          | ۰          | ۲          | ۲۵۴        | ۱۸۲        |
| پرتغال ۲۰۰۳     | مرحله دوم     | ۸          | ۹          | ۵          | ۱          | ۳          | ۲۶۳        | ۲۲۸        |
| تونس ۲۰۰۵       | مرحله دوم     | ۵          | ۹          | ۵          | ۲          | ۲          | ۲۵۳        | ۲۲۱        |
| آلمان ۲۰۰۷      | انتخاب نشد    | انتخاب نشد | انتخاب نشد | انتخاب نشد | انتخاب نشد | انتخاب نشد | انتخاب نشد | انتخاب نشد |
| کرواسی ۲۰۰۹     | مرحله دوم     | ۸          | ۹          | ۴          | ۱          | ۴          | ۲۸۰        | ۲۸۱        |
| سوئد ۲۰۱۱       | مرحله دوم     | ۱۰         | ۹          | ۳          | ۱          | ۵          | ۲۴۶        | ۲۵۱        |
| اسپانیا ۲۰۱۳    | یک‌هشتم نهایی  | ۱۰         | ۶          | ۳          | ۰          | ۳          | ۱۷۰        | ۱۵۹        |
| قطر ۲۰۱۵        | انتخاب نشد    | انتخاب نشد | انتخاب نشد | انتخاب نشد | انتخاب نشد | انتخاب نشد | انتخاب نشد | انتخاب نشد |
| فرانسه ۲۰۱۷     | انتخاب نشد    | انتخاب نشد | انتخاب نشد | انتخاب نشد | انتخاب نشد | انتخاب نشد | انتخاب نشد | انتخاب نشد |
| مجموع           | ۱۸/۲۵         | ۱ عنوان    | ۱۲۵        | ۷۲         | ۱۱*        | ۴۲         | ۳۱۳۴       | ۲۷۵۴       |

*بازی‌های که به ضربات پنالتی رسیده، به عنوان تساوی در نظر گرفته می‌شود.
- منبع:[۱]